# Whore (песня In This Moment)
«Whore» — песня американской группы In This Moment. Выпущена 17 декабря 2013 года как третий и заключительный сингл из четвёртого альбома Blood.

## О песне
Песня написана Марией Бринк, Крисом Хоувортом, Кевином Чурко и Кейном Чурко. Гитарист Крис Хоуворт прокомментировал песню: «Эта песня о восприятии власти слова, и когда вы спорите, у вас есть взрывная песня с разрушительной гитарой и огромными барабанами, при которых вы будете кричать „шлюха“ из верхней части своих лёгких.» Мария Бринк приняла более художественный образ, позируя обнажённой для продвижения песни в интернете. В записи на Facebook Бринк сообщила: «Я решила позировать обнажённой ради искусства под названием „Шлюха“, чтобы вызвать бурю эмоций. Слово „шлюха“, написанное на моей спине, и дурацкий колпак символизируют для меня сожжение на костре тех, кто страдает, и я могу только надеяться на пощаду по крайней мере одного человека, чтобы найти самооценку и любовь, которую он заслуживает, чтобы разрешить плохую ситуацию. Речь идёт о поиске нашей власти и позиции.»

## Список композиций
| №                   | Название                                | Длительность |
| ------------------- | --------------------------------------- | ------------ |
| 1.                  | «Whore»                                 | 4:06         |
| 2.                  | «Whore (Nikka Bling Remix)»             | 4:16         |
| 3.                  | «Blood (Sluggo Remix)»                  | 3:53         |
| 4.                  | «Adrenalize (Mr. Kane Remix)»           | 3:54         |
| 5.                  | «The Blood Legion (Mitch Marlow Remix)» | 4:48         |
| Общая длительность: | Общая длительность:                     | 20:56        |

## Клип
Режиссёром клипа стал Роберт Клэй и премьера состоялась 5 декабря 2013 года. Клэй занимался режиссурой всех клипов на песни из альбома Blood. Видео показывает Криса Черрули из группы Motionless in White, который направляется в стрип-клуб. На протяжении клипа Мария и танцовщицы надевают различные костюмы и маски, в том числе колпак с надписью «Whore». В конце клипа Крис получает порцию запрещённых препаратов и снимает галстук с колпаком.

## Позиции в чартах
| Чарт (2012)                    | Позиция |
| ------------------------------ | ------- |
| US Rock Songs (Billboard)      | 48      |
| US Mainstream Rock (Billboard) | 12      |
| US Rock Airplay (Billboard)    | 49      |